# Aleiodes armatus
Aleiodes armatus är en stekelart som beskrevs av Wesmael 1838. Aleiodes armatus ingår i släktet Aleiodes och familjen bracksteklar. Arten är reproducerande i Sverige. Inga underarter finns listade i Catalogue of Life.